# 미야지마구치 페리 승강장

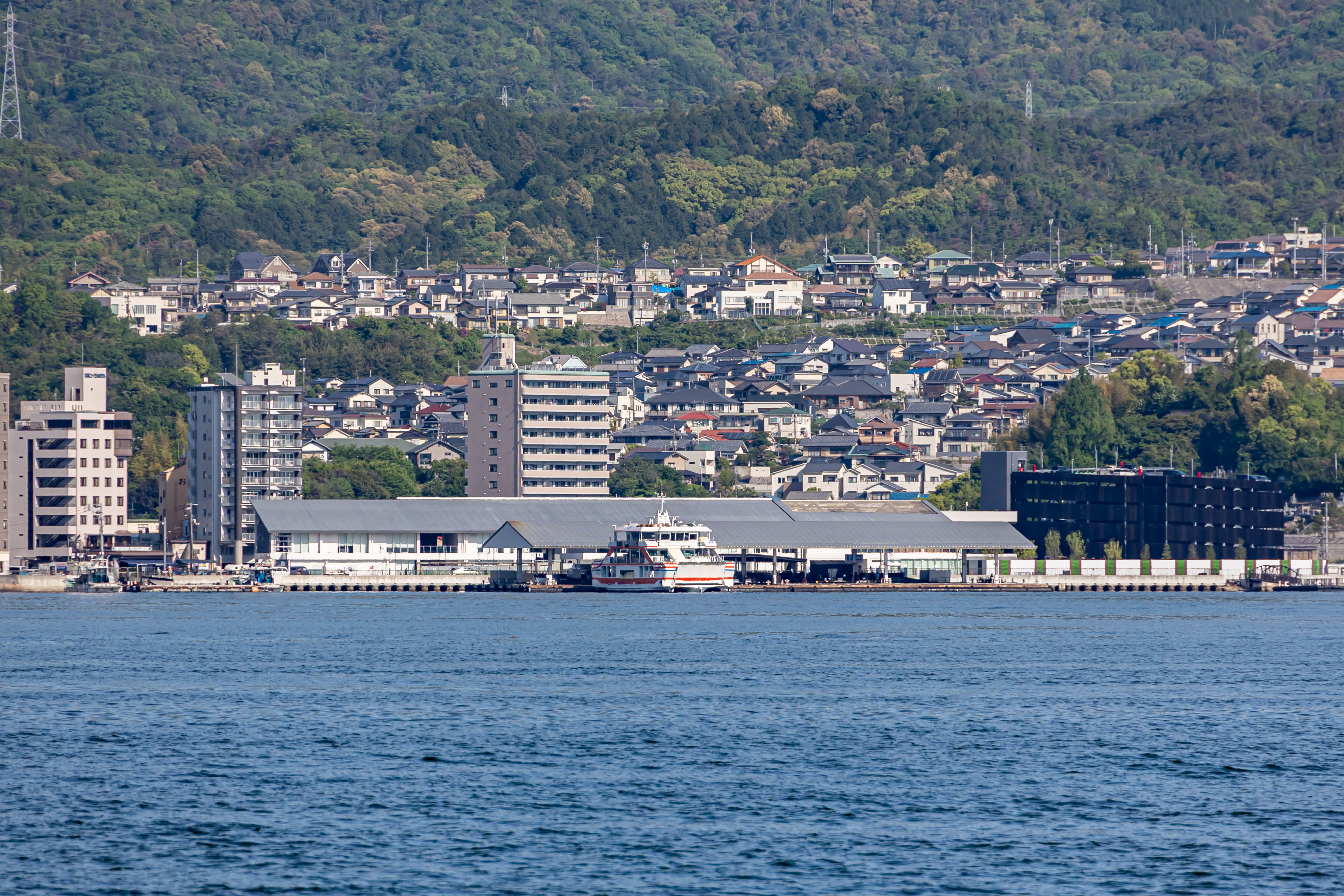
미야지마구치 페리 승강장

미야지마구치 페리 승강장(일본어: 宮島口フェリー乗り場)는 일본 히로시마현 하쓰카이치시 미야지마구치에 있는 JR 니시니혼 미야지마 페리 및 미야지마 마쓰다이 기선의 계류 시설이다.
JR 니시니혼 미야지마 페리와 미야지마 마쓰다이 기선 모두 미야지마 부두 사이에 정기 항로가 설정되어 있다.